# Нечаєвка (Казахстан)
Неча́євка (каз. Нечаев) — село у складі Костанайського району Костанайської області Казахстану. Входить до складу Октябрського сільського округу.
Населення — 568 осіб (2021; 688 у 2009, 704 у 1999, 823 у 1989).